# Präsidentschaftswahl in Kolumbien 2022
Die Präsidentschaftswahl in Kolumbien 2022 fand in zwei Wahlgängen statt. Sieger und damit Präsident von Kolumbien wurde Gustavo Petro vom linken Wahlbündnis Coalición Pacto Histórico („Koalition Historischer Pakt“). Der amtierende konservative Präsident Iván Duque konnte nicht noch einmal antreten, da dies die Verfassung verbietet.
Der erste Wahlgang fand am Sonntag, dem 29. Mai statt. Aus verschiedenen Wahlbündnissen hatten sich knapp ein Dutzend Kandidaten aufstellen lassen. Bereits hier lag Gustavo Petro mit 40,32 % der Stimmen vorne. Da er die absolute Mehrheit verfehlte, musste er sich in der Stichwahl gegen den Zweitplatzierten Rodolfo Hernández vom wirtschaftsliberalen Wahlbündnis Liga de Gobernantes Anticorrupción („LIGA“) behaupten, welcher 28,15 % erreicht hatte.
Die Stichwahl am 19. Juni 2022 gewann Petro mit 50,44 %, Hernández erreichte 47,31 %.

## Vorgeschichte
Obwohl Kolumbien als „älteste Demokratie Lateinamerikas“ betrachtet wird, gilt sie schon lange als angeschlagen. In der Vergangenheit war die politische Macht zwischen den beiden traditionsreichen Parteien der Liberalen und der Konservativen aufgeteilt, was davon abweichende Kandidaten bislang von der Macht fernhielt. Unter dem aktuellen rechtskonservativen Präsidenten Iván Duque nahmen soziale Ungleichheit, Korruption und Polizeigewalt – auch bedingt durch die Pandemie – noch zu, was zu massiven gewalttätigen landesweiten Protesten mit vielen Todesopfern in den Jahren 2019 bis 2021 führte.

## Umfragen
Gemäß bis Januar 2022 bekannten Umfragen sollte sich der Uribismus im Rückzug befinden. Stattdessen sollten linke Kandidaten wie Gustavo Petro und Sergio Fajardo die Aussichten haben, in den Präsidentschaftspalast Casa de Nariño, in Bogotá einzuziehen. Dazu kam der unabhängige Kandidat Rodolfo Hernández mit der Liga de Gobernantes Anticorrupción, welcher dem rechten Flügel zugeordnet wird.
Petro vertritt die Bewegung Pacto Histórico – Colombia Humana („Historischer Pakt – Menschliches Kolumbien“) und Fajardo die Coalición Centro Esperanza („Koalition des Zentrums der Hoffnung“), die von den Grünen angetrieben wird. Ein weiterer aussichtsreicher Kandidat war der konservative Federico Gutiérrez, der das Koalitionsbündnis Equipo por Colombia („Team für Kolumbien“) anführt. Eine Besonderheit ist, dass die ehemalige Geisel der FARC-EP, Íngrid Betancourt, als unabhängige Kandidatin für die Partido Verde Oxígeno („Grüner Sauerstoff“) nochmals antreten wollte. Sie hatte allerdings ihre Kandidatur am 21. Mai 2022 zurückgezogen, um Rodolfo Hernández zu unterstützen.
Bei parteiübergreifenden Konsultationen am 13. März 2022 konnten sich Gustavo Petro, Federico Gutiérrez und Sergio Fajardo an die Spitze der jeweiligen Bündnisse setzen.

## Ergebnis
Bei einer Wahlbeteiligung von 54,91 Prozent, der höchsten seit 20 Jahren in einer ersten Runde von Präsidentschaftswahlen, lag Gustavo Petro mit 40,32 % der Stimmen vorn. Die Stichwahl erreichte mit 28,15 % der zweitplatzierte konservative Kandidat Rodolfo Hernández. Weitere Kandidaten kamen nicht über 1,3 % der Stimmen hinaus.
Im Endergebnis erreichte Petro 50,44 %, Hernández 47,31 % der Stimmen. Die Wahlbeteiligung lag bei etwa 58 Prozent. Damit wird Kolumbien ab August 2022 zum ersten Mal in seiner republikanischen Geschichte einen linken Präsidenten haben. Hernández räumte am selben Abend die Niederlage ein und gratulierte Petro zum Sieg.
| Kandidaten                                                                                 | Kandidaten             | Parteien                                                                         | 1. Wahlgang | 1. Wahlgang | 2. Wahlgang | 2. Wahlgang |
| Kandidaten                                                                                 | Kandidaten             | Parteien                                                                         | Stimmen     | %           | Stimmen     | %           |
| ------------------------------------------------------------------------------------------ | ---------------------- | -------------------------------------------------------------------------------- | ----------- | ----------- | ----------- | ----------- |
|                                                                                            | Gustavo Petro          | Colombia Humana (Pacto Histórico por Colombia: CH – Comunes – PDA – UP – Sonst.) | 8.542.020   | 40,3        | 11.292.758  | 50,4        |
|                                                                                            | Rodolfo Hernández      | Liga de Gobernantes Anticorrupción                                               | 5.965.531   | 28,2        | 10.604.656  | 47,3        |
|                                                                                            | Federico Gutiérrez     | Creemos Colombia (Equipo Por Colombia: Creemos – PCC – PSUN – MIRA – Sonst.)     | 5.069.526   | 23,9        |             |             |
|                                                                                            | Sergio Fajardo         | Alianza Social Independiente                                                     | 885.291     | 4,2         |             |             |
|                                                                                            | John Milton Rodríguez  | Colombia Justa Libres                                                            | 271.386     | 1,3         |             |             |
|                                                                                            | Enrique Gómez Martínez | Movimiento de Salvación Nacional                                                 | 48.643      | 0,2         |             |             |
|                                                                                            | Íngrid Betancourt      | Partido Verde Oxígeno                                                            | 14.161      | 0,1         |             |             |
|                                                                                            | Luis Pérez Gutiérrez   | Parteilos (Colombia Piensa en Grande)                                            | 11.507      | 0,1         |             |             |
| Votos en blanco                                                                            | Votos en blanco        | Votos en blanco                                                                  | 365.777     | 1,7         | 500.069     | 2,2         |
| Gesamt                                                                                     | Gesamt                 | Gesamt                                                                           | 21.173.842  | 100         | 22.397.483  | 100         |
|                                                                                            |                        |                                                                                  |             |             |             |             |
| Ungültige Stimmen                                                                          | Ungültige Stimmen      | Ungültige Stimmen                                                                | 268.458     | 1,3         | 291.551     | 1,3         |
| Wähler                                                                                     | Wähler                 | Wähler                                                                           | 21.442.300  | 55,0        | 22.689.034  | 58,2        |
| Wahlberechtigte                                                                            | Wahlberechtigte        | Wahlberechtigte                                                                  | 39.002.239  |             | 39.002.239  |             |
|                                                                                            |                        |                                                                                  |             |             |             |             |
| Quellen: CNE: 1. Wahlgang – 2. Wahlgang – Registraduría Nacional: 1. Wahlgang, 2. Wahlgang |                        |                                                                                  |             |             |             |             |